# Копрен (връх)
Копрен е връх в Стара планина (1964,4 или 1964,7 m н.в.)
Разположен е в западния старопланински дял на централното планинско било, в землището на село Копиловци (област Монтана). Върхът е граничен между България и Сърбия.
Според краеведа Славко Григоров старото име на Копрен е Дабишин връх, като е наименуван на Стефан Дабиша, босненски владетел и основоположник на католическия род Кнежевичи-Парчевичи, заселил се  през XIV век в района на Чипровци.

## Туризъм
В подножието на върха е разположена едноименната хижа „Копрен“. От хижата през хребета Равно буче до Копрен се стига за 3 часа по черен път и пътека (червена туристическа маркировка).